# Беттель, Ксавье
Ксавье́ Бе́ттель (фр. и люкс. Xavier Bettel; род. 3 марта 1973, Люксембург) — люксембургский политик и юрист, лидер Демократической партии, мэр города Люксембурга (2011—2013), Премьер-министр Люксембурга (2013—2023). Министр иностранных дел Люксембурга с 17 ноября 2023 года.

## Биография
Ксавье Беттель родился 3 марта 1973 года в Люксембурге. Его отец был местным торговцем вином, а его мать была француженкой русского происхождения, внучатой племянницей Сергея Рахманинова.
После окончания средней школы Беттель получил степень магистра по общественному и европейскому праву и мастер (DEA) по политологии и публичному праву в университете Университет Нанси II, Франция. Он также изучал морское право и церковное право в Университете Аристотеля в Салониках, Греция. Беттель принимал участие в программе Erasmus.

## Политическая карьера

### Муниципальная политика
В 1989 году вступил в Демократическую партию Люксембурга.
В 1999 году на муниципальных выборах, состоявшихся в октябре, Беттель был избран в Общественный совет города Люксембурга, заняв шестое место в списке Демократической партии. 12 июля 2001 года он получил квалификацию магистра права.
28 ноября 2005 года после муниципальных выборов, в которых он занял четвертое место в списке партии, Беттель был назначен в городское правительство Люксембурга в качестве заместителя мэра по социальным вопросам.
В ходе выборов 9 октября 2011 года в возрасте 38 лет Ксавье Беттель был избран мэром Люксембурга (с 33,65 % голосов), приняв присягу 24 ноября 2011 года и вступив в должность 1 января 2012 года.

### Национальная политика
Беттель баллотировался в Палату депутатов в 1999 году, заняв 10 место в списке партии по Центральному региону при 7 проходящих, что не позволяло ему попасть в парламент. Однако Демократическая партия обогнала на выборах Социалистическую рабочую партию в качестве второй по величине парламентской фракции, что привело к формированию новой правящей коалицией с Христианско-социальной народной партией. В результате часть депутатов отказались от своих мест, чтобы принять участие в работе правительства, и Беттель занял освободившееся кресло.
На выборах в 2004 году Беттель был избран в Палату депутатов, значительно укрепив свои позиции и заняв четвертое место (из пяти избранных членов Демократической партии). Переизбирался в 2009 году.
В 2013 году Беттель был избран лидером Демократической партии с 96,5 % голосов. На парламентских выборах того же года его партия заняла третье место. 25 октября Великий герцог Анри поручил ему вести переговоры по формированию правящей коалиции и будущего правительства. 4 декабря 2013 года Беттель вступил в должность в качестве премьер-министра Люксембурга, возглавив коалицию Демократической партии, Социалистической партии и Зеленых. Он также занимает в правительстве портфели государственного министра, министра по связи и средствам массовой информации и министра культуры.
Беттель заявил, что планирует узаконить в Люксембурге однополые браки, заменить религиозное обучение в школе светской этикой и сократить расходы.
В 2023 году был назначен заместителем премьер-министра и министром иностранных дел в правительстве Люка Фридена.

## Личная жизнь
Беттель стал третьим в мире национальным лидером, не скрывающим свою гомосексуальную ориентацию. Ранее поста премьер-министра добились в Исландии Йоханна Сигурдардоттир и в Бельгии Элио ди Рупо. До этого он был третьим действующим открытым геем-мэром европейской столицы (после Бертрана Деланоэ в Париже и Клауса Воверайта в Берлине).
«Мне часто задают вопрос, каково это быть третьим открытым мэром-геем европейской столицы… Люди выбирали нас не за то, что мы гомосексуалы… а за наши профессиональные и личные качества, — заявил после избрания Беттель в интервью журналу Têtu. — Избиратели видят, как я исполняю свои обязанности… их выбор — это признание моей работы». В мае 2015 года Беттель вступил в брак с бельгийским архитектором Готье Дестне, с которым с 2008 года состоял в гражданском союзе. Он стал первым лидером страны, сделавшим такой шаг.

## Награды
- Кавалер Большого креста ордена Дубовой короны (13 июня 2014 года)[12].
- Кавалер Большого креста ордена Короны (2017 год, Бельгия)[13].
- Орден князя Ярослава Мудрого II степени (23 августа 2024 года, Украина) — за весомый личный вклад в укрепление межгосударственного сотрудничества, поддержку суверенитета и территориальной целостности Украины, популяризацию Украинского государства в мире[14].
- Орден Креста земли Марии I степени (5 февраля 2018 года, Эстония)[15].
- Кавалер Большого креста ордена Почёта (2023 год, Греция)[16].
- Кавалер Большого креста ордена Макариоса III (2022 год, Республика Кипр)[17].
- Великий офицер ордена Звезды Румынии (13 ноября 2024 года, Румыния)[18].
- Крест Добрососедства (2024 год, Объединённый переходный кабинет Беларуси)[19].